# Sigge Ericsson
Johan Sigvard (Sigge) Ericsson (Alanäset, 17 juli 1930 – 2 november 2019) was een Zweeds langebaanschaatser.
Hij nam vier keer deel aan de Europese- en zes keer aan de wereldkampioenschappen en hij was tweemaal deelnemer op de Olympische Winterspelen (in 1952 en 1956).

## Loopbaan
In 1955 werd hij in het Zweedse Falun Europees kampioen, hij was de vijfde Zweed die deze titel veroverde in navolging van Rudolf Ericson (1893), Moje Öholm (1907, 1908), Göthe Hedlund (1946) en Åke Seyffarth (1947). Hetzelfde jaar werd hij in Moskou, verrassend, want men achtte de Russen (Oleg Gontsjarenko, Boris Sjilkov) sterker vooral omdat die in "eigen huis" opereerden, de eerste Zweedse wereldkampioen. Alleen Jonny Nilsson (1963) en Göran Claeson (1973) wisten de wereldtitel eveneens te veroveren.
Op de Winterspelen van 1956 in Cortina d'Ampezzo veroverde hij zilver op de 5000 meter (7.56,7) en werd hij olympisch kampioen op de 10.000 meter (16.35.9).
In Zweden werd van 1932 t/m 1962 geen allround kampioenschap gehouden, er waren alleen afstandskampioenen. Bij deze nationale kampioenschappen behaalde hij driemaal de titel op de 1500 meter (1954, 1955, 1956), viermaal de titel op de 5000 meter (1953, 1954, 1955, 1956) en viermaal de titel op de 10.000 meter (1952, 1954, 1955, 1956).

## Records

### Persoonlijk records
| Afstand      | Tijd    | Datum            | Baan         |
| ------------ | ------- | ---------------- | ------------ |
| 500 meter    | 44,0    | 28 februari 1955 | Tønsberg     |
| 1000 meter   | 1.31,0  | 20 januari 1958  | Östersund    |
| 1500 meter   | 2.11,0  | 30 januari 1956  | Misurina     |
| 3000 meter   | 4.45,3  | 6 maart 1956     | Kvarnsvelden |
| 5000 meter   | 7.56,7  | 29 januari 1956  | Misurina     |
| 10.000 meter | 16.35,9 | 31 januari 1956  | Misurina     |

### Wereldrecords laaglandbaan (officieus)
| Nr. | Afstand    | Tijd   | Datum           | Baan      |
| --- | ---------- | ------ | --------------- | --------- |
| 1.  | 3000 meter | 4.46,0 | 2 maart 1954    | Östersund |
| 2.  | 1500 meter | 2.16,7 | 3 maart 1954    | Östersund |
| 3.  | 5000 meter | 8.06,6 | 15 januari 1955 | Oslo      |
| 3.  | 3000 meter | 4.45,3 | 6 maart 1956    | Borlänge  |

## Resultaten
| Jaar | EK Allround | WK Allround | Olympische Spelen                     |
| ---- | ----------- | ----------- | ------------------------------------- |
| 1951 | NC14        |             |                                       |
| 1952 |             | 9e          | 8e 1500m 14e 5000m 13e 10.000m        |
| 1953 |             | 8e          |                                       |
| 1954 | Brons       | 4e          |                                       |
| 1955 | Goud        | Goud        |                                       |
| 1956 | Brons       | 6e          | 37e 500m · 6e 1500m · 5000m · 10.000m |
| 1957 |             | 9e          |                                       |

### Medaillespiegel
| Kampioenschap     | Goud · | Zilver · | Brons · |
| ----------------- | ------ | -------- | ------- |
| EK Allround       | 1      | 0        | 2       |
| WK Allround       | 1      | 0        | 0       |
| Olympische Spelen | 1      | 1        | 0       |

1924: Julius Skutnabb ·
1928: afgelast ·
1932: Irving Jaffee ·
1936: Ivar Ballangrud ·
1948: Åke Seyffarth ·
1952: Hjalmar Andersen ·
1956: Sigge Ericsson ·
1960: Knut Johannesen ·
1964: Jonny Nilsson ·
1968: Johnny Höglin ·
1972: Ard Schenk ·
1976: Piet Kleine ·
1980: Eric Heiden ·
1984: Igor Malkov ·
1988: Tomas Gustafson ·
1992: Bart Veldkamp ·
1994: Johann Olav Koss ·
1998: Gianni Romme ·
2002: Jochem Uytdehaage ·
2006: Bob de Jong ·
2010: Lee Seung-hoon ·
2014: Jorrit Bergsma ·
2018: Ted-Jan Bloemen ·
2022: Nils van der Poel
Onofficiële Europese kampioenschappen

1891: Onbeslist ·
1892: Onbeslist · 
1946: Göthe Hedlund 

Officiële Europese kampioenschappen

1893: Rudolf Ericson · 
1894: Onbeslist ·
1895: Alfred Næss · 
1896: Julius Seyler · 
1897: Julius Seyler · 
1898: Gustaf Estlander · 
1899: Peder Østlund · 
1900: Peder Østlund · 
1901: Rudolf Gundersen · 
1902: Johan Schwartz · 
1903: Onbeslist ·
1904: Rudolf Gundersen · 
1905: Johan Vikander · 
1906: Rudolf Gundersen · 
1907: Moje Öholm · 
1908: Moje Öholm · 
1909: Oscar Mathisen · 
1910: Nikolaj Stroennikov · 
1911: Nikolaj Stroennikov · 
1912: Oscar Mathisen · 
1913: Vasilij Ippolitov · 
1914: Oscar Mathisen · 
1922: Clas Thunberg · 
1923: Harald Strøm · 
1924: Roald Larsen · 
1925: Otto Polacsek · 
1926: Julius Skutnabb · 
1927: Bernt Evensen · 
1928: Clas Thunberg · 
1929: Ivar Ballangrud · 
1930: Ivar Ballangrud · 
1931: Clas Thunberg · 
1932: Clas Thunberg · 
1933: Ivar Ballangrud · 
1934: Michael Staksrud · 
1935: Karl Wazulek · 
1936: Ivar Ballangrud · 
1937: Michael Staksrud · 
1938: Charles Mathiesen · 
1939: Alfons Bērziņš · 
1947: Åke Seyffarth · 
1948: Reidar Liaklev · 
1949: Sverre Farstad · 
1950: Hjalmar Andersen · 
1951: Hjalmar Andersen · 
1952: Hjalmar Andersen · 
1953: Kees Broekman · 
1954: Boris Sjilkov · 
1955: Sigge Ericsson · 
1956: Jevgeni Grisjin · 
1957: Oleg Gontsjarenko · 
1958: Oleg Gontsjarenko · 
1959: Knut Johannesen · 
1960: Knut Johannesen · 
1961: Viktor Kositsjkin · 
1962: Robert Merkoelov · 
1963: Nils Egil Aaness · 
1964: Ants Antson · 
1965: Eduard Matoesevitsj · 
1966: Ard Schenk · 
1967: Kees Verkerk · 
1968: Fred Anton Maier · 
1969: Dag Fornæss · 
1970: Ard Schenk · 
1971: Dag Fornæss · 
1972: Ard Schenk · 
1973: Göran Claeson · 
1974: Göran Claeson · 
1975: Sten Stensen · 
1976: Kay Arne Stenshjemmet · 
1977: Jan Egil Storholt · 
1978: Sergej Martsjoek · 
1979: Jan Egil Storholt · 
1980: Kay Arne Stenshjemmet · 
1981: Amund Sjøbrend · 
1982: Tomas Gustafson · 
1983: Hilbert van der Duim · 
1984: Hilbert van der Duim · 
1985: Hein Vergeer · 
1986: Hein Vergeer · 
1987: Nikolaj Goeljajev · 
1988: Tomas Gustafson · 
1989: Leo Visser · 
1990: Bart Veldkamp · 
1991: Johann Olav Koss · 
1992: Falko Zandstra · 
1993: Falko Zandstra · 
1994: Rintje Ritsma · 
1995: Rintje Ritsma · 
1996: Rintje Ritsma · 
1997: Ids Postma · 
1998: Rintje Ritsma · 
1999: Rintje Ritsma · 
2000: Rintje Ritsma · 
2001: Dmitri Sjepel · 
2002: Jochem Uytdehaage · 
2003: Gianni Romme · 
2004: Mark Tuitert · 
2005: Jochem Uytdehaage · 
2006: Enrico Fabris · 
2007: Sven Kramer · 
2008: Sven Kramer · 
2009: Sven Kramer · 
2010: Sven Kramer · 
2011: Ivan Skobrev · 
2012: Sven Kramer · 
2013: Sven Kramer · 
2014: Jan Blokhuijsen · 
2015: Sven Kramer · 
2016: Sven Kramer · 
2017: Sven Kramer · 
2019: Sven Kramer · 
2021: Patrick Roest · 
2023: Patrick Roest · 
2025: Sander Eitrem